# Pisari (Šamac)
Pisari (szerbül: Писари), település Bosznia-Hercegovinában, Šamac községben, a Szerb Köztársaság északi régiójában.

## Fekvése
A település Bosznia-Hercegovina északi részén, Dobojtól légvonalban 45, közúton 63 km-re északkeletre, községközpontjától légvonalban 2, közúton 3 km-re délnyugatra, a Szávamenti-síkságon, 89 méteres magasságban fekszik.

## Népessége
| Nemzetiségi csoport | Népesség 1991 | Népesség 2013 |
| ------------------- | ------------- | ------------- |
| Szerb               | 527           | 431           |
| Bosnyák             | 5             | 3             |
| Horvát              | 8             | 7             |
| Jugoszláv           | 67            | 0             |
| Egyéb               | 1             | 4             |
| Összesen            | 608           | 445           |

## Története
A település 1878-ig tartozott az Oszmán Birodalomhoz. Ekkor a berlini kongresszus határozata alapján az Osztrák-Magyar Monarchia katonai megszállása alá került, mely 1908-ban annektálta Bosznia-Hercegovinát. 1910-ben a Bosanski Šamaci járáshoz tartozó településen 60 háztartást, 396 ortodox és 2 muszlim lakost találtak. A monarchia szétesésével 1918-ban előbb a Szerb-Horvát-Szlovén Királyság, majd 1929-től a Jugoszláv Királyság része lett. 1921-ben a Bosanski Šamac-i járáshoz tartozó településnek 374 lakosa volt, közülük 364 ortodox, 3 római katolikus és 7 muszlim volt. Az 1929-es törvény értelmében, amikor Bosznia-Hercegovinát négy banovinára, Drinskára, Vrbaskára, Zetskára és Primorskára osztották, a település a Vrbaska banovina (Orbászi Bánság) része lett, amelynek székhelye Banja Luka volt. 1939-ben a közigazgatás átszervezésével a Hrvatska banovina (Horvát Bánság) része lett. 
A második világháborúban Jugoszlávia megszállása után a Független Horvát Állam (NDH) része lett. A második világháború után 1992-ig a település a szocialista Jugoszlávia keretében a Bosznia-Hercegovinai Népköztársaság része volt. A boszniai háborút lezáró daytoni békeszerződés rendelkezése alapján az ország területét felosztották a Bosznia-hercegovinai Föderáció és a boszniai Szerb Köztársaság között. A területmegosztás eredményeként a település Šamac község részeként a Szerb Köztársaság területéhez került.

## Nevezetességei
Keresztelő Szent János lefejezésének kápolnája. Alapméretei 6,28 x 2,84 m. A kápolna építése 2004-ben kezdődött Ljubiša Folić belgrádi építész tervei szerint. Az alapokat Jovo Lakić főpap szentelte fel Vaszilje püspök áldásával 2004. április 14-én. A kápolnát 2004. szeptember 11-én szentelte fel Slavko Maksimović főpap és Stavrofor pap, Vaszilij zvornik-tuzlai püspök áldásával. A festményeket Goran Janićijević belgrádi professzor festette Jovo Lakić pap közreműködésével. A kápolna a šamaci Szent Demeter parókia filiája.